# Вујан
Вујан је планина јужно од Горњег Милановца. Највиши врх је Велики Вујан (856 m). Планина је скоро у целости покривена густом листопадном шумом, осим на обронцима према реци Деспотовици који са обронцима Илијака (510 m) чине Брђанску клисуру.
У централном делу планине преовлађује букова шума, код Рожња храстова шума, а између њих се налазе насеља.
На њој се налази манастир Вујан, основан у XIII веку и лепо уређено село Брђани.